# Vuori-Saukoluoto
Vuori-Saukoluoto är en ö i Finland. Den ligger i Skärgårdshavet och i kommunen Nådendal i den ekonomiska regionen  Åbo ekonomiska region i landskapet Egentliga Finland, i den sydvästra delen av landet. Ön ligger omkring 35 kilometer väster om Åbo och omkring 180 kilometer väster om Helsingfors.
Öns area är 8 hektar och dess största längd är 0,5 kilometer i nord-sydlig riktning. Ön höjer sig omkring 20 meter över havsytan.